# Hal Rasmusson
Hal (Harold) Rasmusson est un auteur américain de comic strips, né le 11 janvier 1900 dans le Minnesota, et mort en 1962.

## Biographie
Hal (Harold) Rasmusson naît le 11 janvier 1900 à Crookston dans le Minnesota. Après des études à la Minneapolis Art School, il commence sa carrière comme dessinateur de mode. Après avoir travaillé en indépendant ou pour diverses sociétés en tant que dessinateur (il est ainsi engagé pour dessiner des cartes de vœux). Il est aussi directeur artistique d'abord pour une société new-yorkaise puis pour une autre située à Minneapolis. Entretemps, il se marie. En 1946, il s'installe à New York et commence à dessiner des comic strips. Son personnage le plus célèbre est celui d'une jeune américaine, Aggie, dont la série est distribuée par le Chicago Tribune New York News Syndicate. Il crée aussi une série qui accompagne celle d'Aggie : Honey Bun, jusqu'en 1953. Rasmusson s'occupera de sa création pour le marché américain jusqu'à sa mort en 1962. Après cette date, la série est reprise par Roy Fox. En France, la série connaît un grand succès et est reprise par Gérard Alexandre pour être diffusée en Europe.